# Општина Наружа (Вранча)
Наружа (рум. Năruja) општина је у Румунији у округу Вранча.
Oпштина се налази на надморској висини од 359 m.